# Solène Butruille
Solène Butruille, född 2 november 1997, är en fransk fäktare som tävlar i florett.

## Karriär
Vid världsmästerskapen i fäktning 2023 i Milano tog Butruille silver tillsammans med Morgane Patru, Pauline Ranvier och Ysaora Thibus i lagtävlingen i florett.